# Darnell Stapleton
Darnell Stapleton (født 21. september 1985) er en tidligere amerikansk fodbold-spiller fra USA, der spillede tre sæsoner for det professionelle NFL-hold Pittsburgh Steelers. Han spillede positionen offensive guard.